# Studzienice (Silésie)
Pour les articles homonymes, voir Studzienice.
Studzienice est une localité polonaise de la gmina et du powiat de Pszczyna en voïvodie de Silésie.